# Lada Granta
De Lada Granta, intern aangeduid als VAZ 2190 (Russisch: ВАЗ 2190), is een personenauto van AvtoVAZ, ontwikkeld op basis van de Lada Kalina. In het assortiment van AvtoVAZ heeft de Granta qua positionering de klassieke 2100-serie en de Samara vervangen.

## Beschrijving

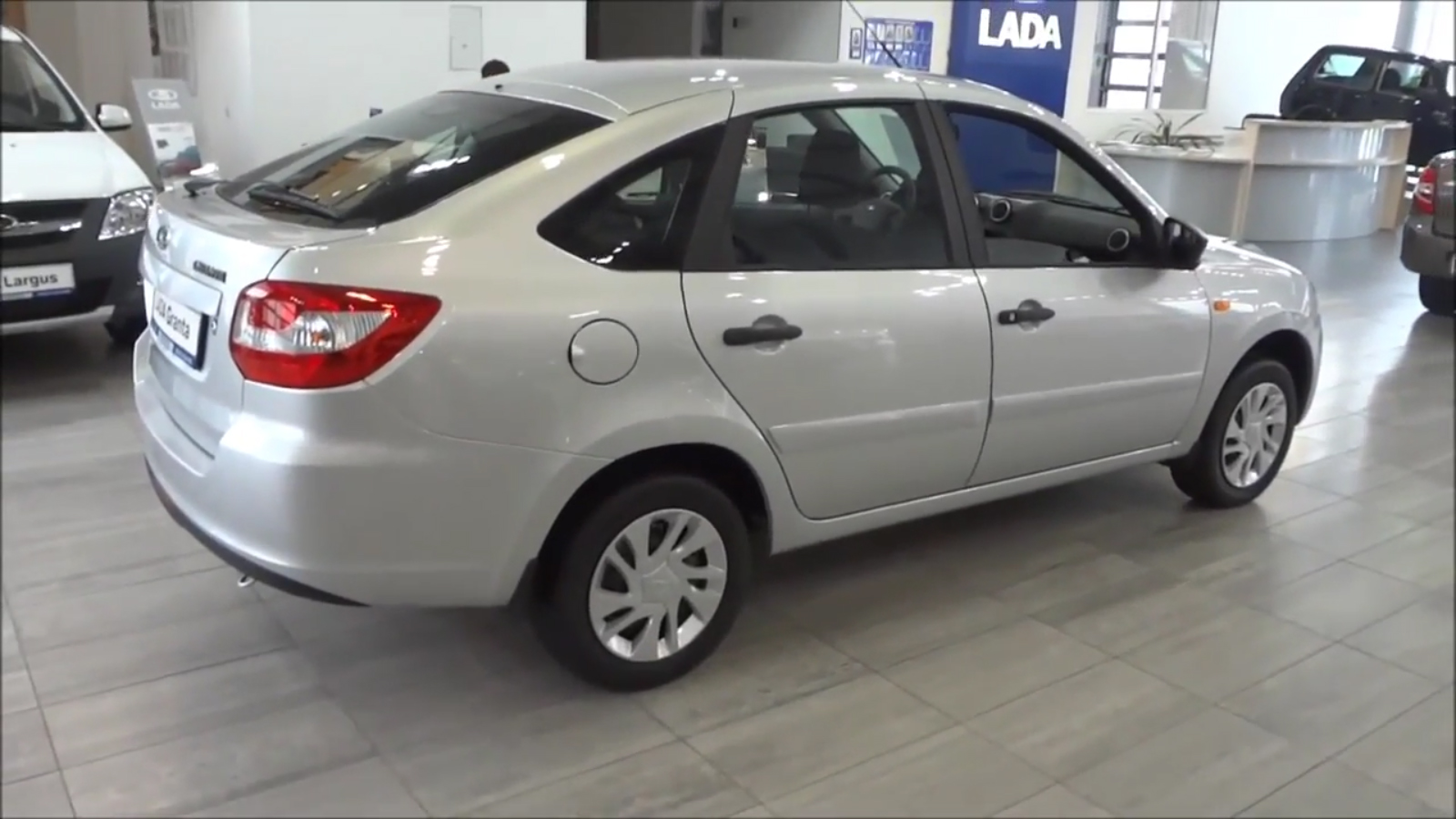
Lada Granta liftback

In mei 2011 begon AvtoVAZ met de assemblage van een voorserie Granta's. De serieproductie begon in oktober 2011. De verkoop op de Russische markt ging van start in december 2011, aanvankelijk alleen als vierdeurs sedan.
In maart 2014 werd de Granta met vijfdeurs liftback-carrosserie gepresenteerd, intern aangeduid als VAZ 2191. Afgezien van de carrosserievorm zijn ten opzichte van de sedan de bumpers, de vorm van de achterdeuren en de plaats van de achterste kentekenplaat gewijzigd. Afgeleid van de sedan is de vierdeurs Sport met 120 pk. De hatchback en combi werden verkocht als Kalina II.
De Granta kan sinds medio 2012 ook worden uitgerust met een viertraps automatische versnellingsbak. Behalve in de AvtoVAZ-fabriek in Toljatti wordt de Granta ook geproduceerd door IzjAvto in Izjevsk.

### Facelift

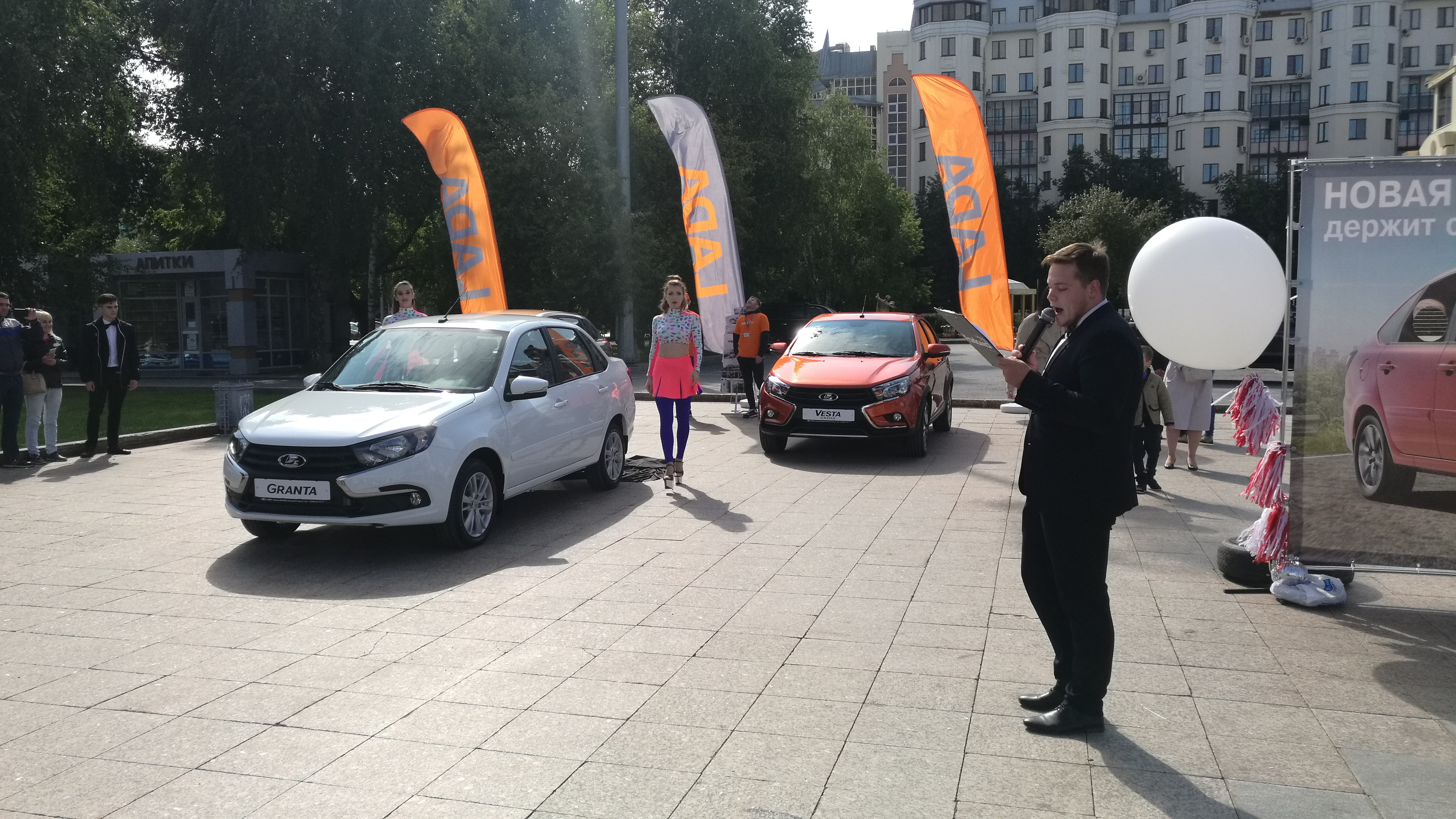
Presentatie van de Lada Granta II in Tjoemen

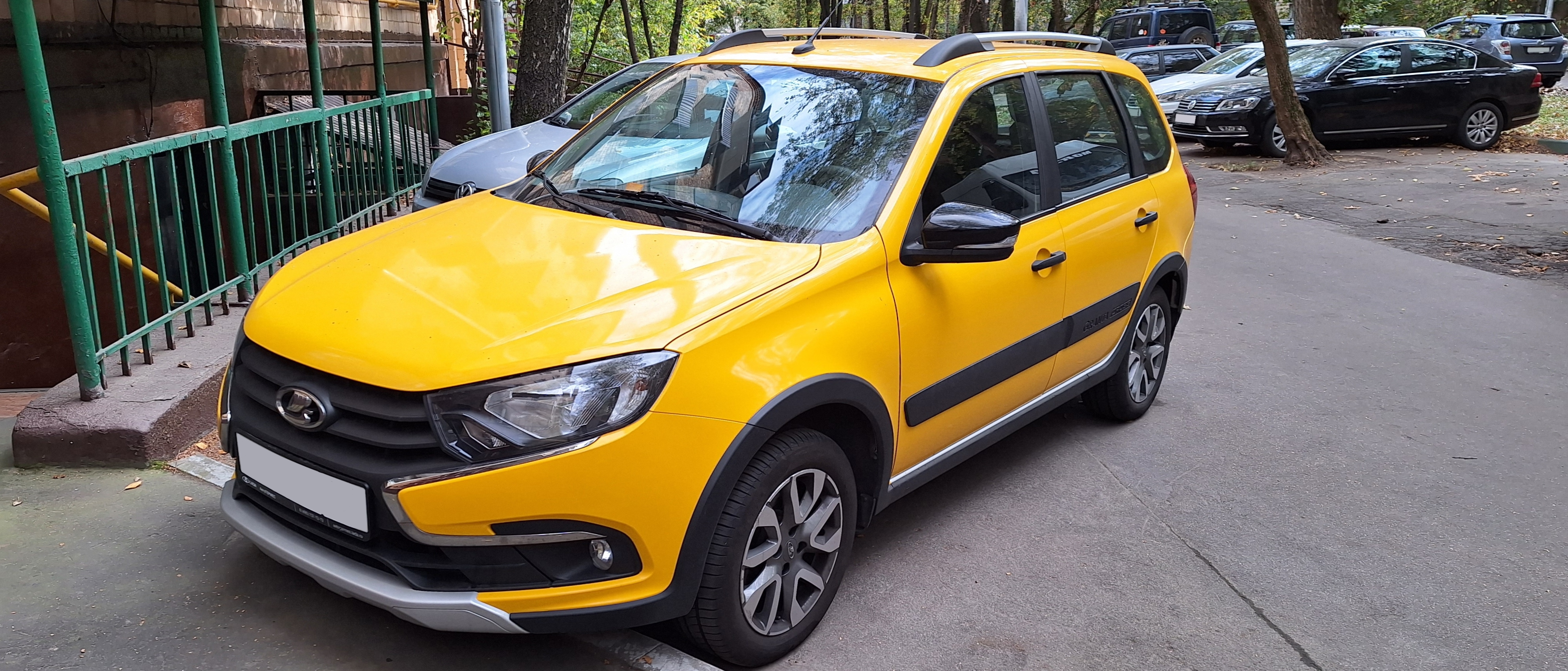
Lada Granta Cross

Op 14 augustus 2018 ging de serieproductie van een herziene Granta van start. De bijgewerkte Granta's hebben een compleet nieuwe voorzijde in de stijl van de Vesta en de XRAY. Het dashboard van de gefacelifte Granta is overgenomen van de Kalina en enigszins aangepast.
Op 29 augustus 2018 werd de nieuwe Granta-serie officieel gepresenteerd tijdens de autosalon van Moskou. Met de facelift van de Granta kwam de Kalina-serie te vervallen en worden de hatchback en combi voortaan ook aangeboden als Granta. De Granta-modelreeks bestaat daarmee uit een sedan, een hatchback, een liftback en een combi.
Na sancties vanwege de Russische invasie van Oekraïne in 2022 kwam de productie bij AvtoVAZ vanaf maart 2022 stil te liggen maar in juni 2022 werd een 'nieuwe' uitvoering van de Granta gepresenteerd; de Classic die  vanwege het ontbreken van de benodigde onderdelen geen airconditioning, antiblokkeersysteem, airbags, gordelspanners en startonderbreker had. Vanaf modeljaar 2023 heeft elke Granta voorin weer twee airbags en werden ook nieuwe Club- en Quest-uitvoeringen leverbaar.
De in 2024 gepresenteerde Lada Iskra zou aanvankelijk als opvolger voor de Granta dienen, Maar daar is van afgezien en de modellen zullen vanaf 2025 samen geproduceerd gaan worden.
Modellen in productie:
Granta · 
Largus · 
Vesta · 
XRAY · 
Niva

Modellen niet meer in productie:
1200 · 
1300 · 
1500 · 
1600 · 
2105 · 
2107 · 
2104 · 
Oka · 
Samara · 
110 · 
111 · 
112 · 
Nadezjda ·
Kalina ·
Priora